# Portela do Fojo - Machio
Portela do Fojo - Machio es una freguesia portuguesa del municipio de Pampilhosa da Serra, distrito de Coímbra.

## Historia
Fue creada el 28 de enero de 2013 en aplicación de una resolución de la Asamblea de la República de Portugal promulgada el 16 de enero de 2013 con la unión de las freguesias de Machio y Portela do Fojo, pasando su sede a estar situada en la antigua freguesia de Portela do Fojo.

## Demografía
| Gráfica de evolución demográfica de Portela do Fojo - Machio entre 2011 y 2021 |
|                                                                                |
| Datos según el nomenclátor publicado por el INE portugués.                     |